# Special Air Service Regiment
Het Special Air Service Regiment, officieel afgekort tot SASR, maar ook gekend als SAS, is een speciale eenheid van het Australische leger en rapporteert aan Special Operations Command. SASR werd opgericht in 1957 en is gebaseerd op de Britse Special Air Service. De basis is in Campbell Barracks in Swanbourne nabij Perth.